# Трикутник Шварца
Трикутник Шварца — сферичний трикутник, який можна використати для створення мозаїки на сфері, можливо з накладенням, шляхом відображення трикутника відносно сторін. Трикутники класифіковано в праці німецького математика Карла Шварца 1873 року.
Трикутники Шварца можна визначити у загальнішому вигляді як мозаїки на сфері, евклідовій чи гіперболічній площині. Кожен трикутник Шварца на сфері визначає скінченну групу, тоді як у евклідовій площині вони визначають нескінченні групи.
Трикутник Шварца подають трьома раціональними числами (p q r), кожне з яких задає кут у вершині. Значення n/d означає, що кут у вершині трикутника дорівнює d/n розгорнутого кута. 2 означає прямокутний трикутник. Якщо ці числа цілі, то трикутник називають трикутником Мебіуса і він відповідає мозаїці без перекриттів, а групу симетрії називають групою трикутника. На сфері є 3 трикутники Мебіуса і ще одне однопараметричне сімейство. На площині є три трикутники Мебіуса, а в гіперболічному просторі є сімейство трикутників Мебіуса з трьома параметрами і немає виняткових об'єктів.

## Простір рішень
Фундаментальна область у вигляді трикутника (p q r) може існувати в різних просторах залежно від суми обернених величин цих цілих чисел:
{\displaystyle {\frac {1}{p}}+{\frac {1}{q}}+{\frac {1}{r}}>1} — сфера
{\displaystyle {\frac {1}{p}}+{\frac {1}{q}}+{\frac {1}{r}}=1} — евклідова площина
{\displaystyle {\frac {1}{p}}+{\frac {1}{q}}+{\frac {1}{r}}<1} — гіперболічна площина
Простіше кажучи, сума кутів трикутника в евклідовій площині дорівнює π, тоді як на сфері сума кутів більша за π, а на гіперболічній площині сума менша за π.

## Графічне подання
Трикутник Шварца подають графічно як трикутний граф. Кожна вершина відповідає стороні (дзеркалу) трикутника Шварца. Кожне ребро позначено раціональним значенням, що відповідає порядку відображення, яке дорівнює π/зовнішній кут.
| Трикутник Шварца (p q r) на сфері | Граф трикутника Шварца |

Ребра з порядком 2 подають перпендикулярні дзеркала, які в цій діаграмі можна опускати. Діаграма Коксетера — Динкіна подає ці трикутні графи без ребер порядку 2.
Для спрощення запису можна використати групу Коксетера: (p q r) для циклічних графів, (p q 2) = [p,q] для прямокутних трикутників та (p 2 2) = [p]×[].

## Список трикутників Шварца

### Трикутники Мебіуса на сфері
| (2 2 2) або [2,2] | (3 2 2) або [3,2] | …                 |
| (3 3 2) або [3,3] | (4 3 2) або [4,3] | (5 3 2) або [5,3] |
| ----------------- | ----------------- | ----------------- |

Трикутники з цілими числами, також звані трикутниками Мебіуса, включають однопараметричне сімейство і три виняткових випадки:
1. [p ,2] або (p 2 2) — діедрична симетрія,
2. [3,3] або (3 3 2) — тетраедрична симетрія,
3. [4,3] або (4 3 2) — октаедрична симетрія[en],
4. [5,3] або (5 3 2) — ікосаедрична симетрія,

### Трикутники Шварца на сфері, згруповані за щільністю
Трикутники Шварца (p q r), згруповані за щільністю:
| Щільність | Трикутник Шварца                                   |
| --------- | -------------------------------------------------- |
| 1         | (2 3 3), (2 3 4), (2 3 5), (2 2 n)                 |
| d         | (2 2 n/d)                                          |
| 2         | (3/2 3 3), (3/2 4 4), (3/2 5 5), (5/2 3 3)         |
| 3         | (2 3/2 3), (2 5/2 5)                               |
| 4         | (3 4/3 4), (3 5/3 5)                               |
| 5         | (2 3/2 3/2), (2 3/2 4)                             |
| 6         | (3/2 3/2 3/2), (5/2 5/2 5/2), (3/2 3 5), (5/4 5 5) |
| 7         | (2 3 4/3), (2 3 5/2)                               |
| 8         | (3/2 5/2 5)                                        |
| 9         | (2 5/3 5)                                          |
| 10        | (3 5/3 5/2), (3 5/4 5)                             |
| 11        | (2 3/2 4/3), (2 3/2 5)                             |
| 13        | (2 3 5/3)                                          |
| 14        | (3/2 4/3 4/3), (3/2 5/2 5/2), (3 3 5/4)            |
| 16        | (3 5/4 5/2)                                        |
| 17        | (2 3/2 5/2)                                        |
| 18        | (3/2 3 5/3), (5/3 5/3 5/2)                         |
| 19        | (2 3 5/4)                                          |
| 21        | (2 5/4 5/2)                                        |
| 22        | (3/2 3/2 5/2)                                      |
| 23        | (2 3/2 5/3)                                        |
| 26        | (3/2 5/3 5/3)                                      |
| 27        | (2 5/4 5/3)                                        |
| 29        | (2 3/2 5/4)                                        |
| 32        | (3/2 5/45/3)                                       |
| 34        | (3/2 3/2 5/4)                                      |
| 38        | (3/2 5/4 5/4)                                      |
| 42        | (5/4 5/4 5/4)                                      |

### Трикутники на евклідовій площині
| (3 3 3) | (4 4 2) | (6 3 2) |

Щільність 1:
1. (3 3 3) — 60-60-60 (рівносторонній)
2. (4 4 2) — 45-45-90[en] (рівнобедрений прямокутний)
3. (6 3 2) — 30-60-90[en]
4. (2 2 ∞) — 90-90-0 «трикутник»

Щільність 2:
1. (6 6 3/2) — 120-30-30 трикутник

Щільність ∞:
1. (4 4/3 ∞)
2. (3 3/2 ∞)
3. (6 6/5 ∞)

### Трикутники на гіперболічній площині
| (7 3 2)                                    | (8 3 2) | (5 4 2) |
| (4 3 3)                                    | (4 4 3) | (∞ ∞ ∞) |
| Фундаментальні області трикутників (p q r) |         |         |

Щільність 1:
- (2 3 7), (2 3 8), (2 3 9) … (2 3 ∞)
- (2 4 5), (2 4 6), (2 4 7) … (2 4 ∞)
- (2 5 5), (2 5 6), (2 5 7) … (2 5 ∞)
- (2 6 6), (2 6 7), (2 6 8) … (2 6 ∞)
- (3 3 4), (3 3 5), (3 3 6) … (3 3 ∞)
- (3 4 4), (3 4 5), (3 4 6) … (3 4 ∞)
- (3 5 5), (3 5 6), (3 5 7) … (3 5 ∞)
- (3 6 6), (3 6 7), (3 6 8) … (3 6 ∞)

Щільність 2:
- (3/2 7 7), (3/2 8 8), (3/2 9 9) … (3/2 ∞ ∞)
- (5/2 4 4), (5/2 5 5), (5/2 6 6) … (5/2 ∞ ∞)
- (7/2 3 3), (7/2 4 4), (7/2 5 5) … (7/2 ∞ ∞)
- (9/2 3 3), (9/2 4 4), (9/2 5 5) … (9/2 ∞ ∞)

Щільність 3:
- (2 7/2 7), (2 9/2 9), (2 11/2 11). . .

Щільність 4:
- (7/3 3 7), (8/3 3 8), (3 10/3 10), (3 11/3 11). . .

Щільність 6:
- (7/4 7 7), (9/4 9 9), (11/4 11 11) . . .

Щільність 10:
- (3 7/2 7)

Трикутник Шварца (2 3 7) є найменшим гіперболічним трикутником Шварца і становить особливий інтерес. Його група трикутника (або, точніше, група фон Діка ізометрій з індексом 2, що зберігають орієнтацію) є групою трикутників (2,3,7), яка є універсальною групою для всіх груп Гурвіца — максимальних груп ізометрій ріманових поверхонь. Всі групи Гурвіца є фактор-групами групи трикутників (2,3,7) і всі поверхні Гурвіца покриваються мозаїками з трикутників Шварца (2,3,7). Найменша група Гурвіца — це проста група порядку 168, друга найменша неабелева проста група, яка ізоморфна PSL(2,7) і асоційована з поверхнею Гурвіца роду 3 — це квартика Кляйна.
Трикутник (2 3 8) замощує поверхню Больци, високосиметричну (але яка не є поверхнею Гурвіца) поверхню роду 2.
Трикутники з одним нецілим кутом, наведені вище, вперше класифікував Ентоні В. Кнапп у статті 1968 року. Список трикутників із кількома нецілими кутами наведено в статті Клименка та Сакума 1998 року.